# 何冠穎
何冠穎（1972年7月14日—），台灣男演員，以演出台語連續劇為主。

## 電視劇
| 年份   | 頻道             | 劇名                         | 飾演          |
| ------ | ---------------- | ---------------------------- | ------------- |
| 1999年 | 台視             | 《玫瑰瞳鈴眼》-恐怖丈夫      | 孫俊偉        |
| 1999年 | 台視             | 《玫瑰瞳鈴眼》-啞婦悲歌      | 呂天成        |
| 1999年 | 台視             | 《玫瑰瞳鈴眼》-鬼母阿雀      | 邱正雄        |
| 1999年 | 台視             | 《玫瑰瞳鈴眼》-不祥入侵者    | 張育豪        |
| 1999年 | 台視             | 《玫瑰瞳鈴眼》-衣櫃裡的秘密  | 陳天貴        |
| 1999年 | 台視             | 《玫瑰瞳鈴眼》-釋迦的春天    | 陳志仁        |
| 1999年 | 台視             | 《玫瑰瞳鈴眼》-殘花舞春風    | 沈伯均        |
| 1999年 | 台視             | 《玫瑰瞳鈴眼》-迷離雙姝怨    | 劉維仁        |
| 1999年 | 台視             | 《玫瑰瞳鈴眼》-短命新娘      | 許裕明        |
| 1999年 | 台視             | 《玫瑰瞳鈴眼》-鬼妻          | 男友          |
| 1999年 | 台視             | 《玫瑰瞳鈴眼》-北投歌女淚    | 余家賢        |
| 1999年 | 台視             | 《玫瑰瞳鈴眼》-甜蜜的復仇    | 申國書        |
| 1999年 | 民视             | 《富贵在天》                 | 医师(客串)    |
| 2000年 | 八大戲劇台       | 《鬼屋傳奇》- 桃園鬼屋       | 邱俊明        |
| 2000年 | 八大戲劇台       | 《鬼屋傳奇》- 將軍令         | 陳家寶        |
| 2001年 | 三立台灣台       | 《戲說台灣》-桃花穴          | 林明輝        |
| 2001年 | 三立台灣台       | 《戲說台灣》-張百萬傳奇      | 張冠廷        |
| 2001年 | 三立台灣台       | 《台灣阿誠》                 | 吳一俊        |
| 2001年 | 三立台灣台       | 《戲說台灣》-金銀鬼          | 銀鬼          |
| 2001年 | 三立台灣台       | 《戲說台灣》- 糊靈厝的故事   | 阿金          |
| 2002年 | 三立台灣台       | 《台灣霹靂火》               | 陳志忠        |
| 2002年 | 中視             | 《順天聖母》                 | 張坑鬼        |
| 2002年 | 三立台灣台       | 《戲說台灣》- 紫府姑娘顯神蹟 | 林金山        |
| 2003年 | 東森戲劇台       | 《兩個月亮》                 |               |
| 2003年 | 三立台灣台       | 《戲說台灣》-犁頭店穿山甲穴  | 陳天賜        |
| 2003年 | 三立台灣台       | 《戲說台灣》-鸚哥精          | 陳振博        |
| 2003年 | 三立台灣台       | 《戲說台灣》-千年鰻精        | 劉文龍        |
| 2004年 | 三立台灣台       | 《台灣龍捲風》               | 何重威        |
| 2005年 | 三立台灣台       | 《金色摩天輪》               | 王阿土        |
| 2005年 | 三立台灣台       | 《戲說台灣》-陰陽契          | 黃文達        |
| 2006年 | 三立台灣台       | 《戲說台灣》-土地公娶姑娘神  | 阿忠          |
| 2007年 | 台視             | 《神機妙算劉伯溫》-怒犯天條  | 田文庚        |
| 2007年 | 三立台灣台       | 《我一定要成功》             | 謝明仁        |
| 2009年 | 民視             | 《夜市人生》                 | 鐵面          |
| 2009年 | 三立台灣台       | 《鳥來伯與十三姨》           | 張順昌/高尚豐 |
| 2009年 | 三立台灣台       | 《天下父母心》               | 周功成        |
| 2010年 | 三立台灣台       | 《家和萬事興》               | 二柱          |
| 2011年 | 三立台灣台       | 《戲說台灣》- 椅仔姑         | 阿塗          |
| 2012年 | 三立台灣台       | 《天下女人心》               | 吳鐵雄        |
| 2014年 | 三立台灣台       | 《世間情》                   | 張大慶        |
| 2015年 | 三立台灣台       | 《親家》                     | 羅明章        |
| 2015年 | 三立台灣台       | 《甘味人生》                 | 王興富        |
| 2016年 | 大愛電視台       | 《愛的人生路》               | 余天助        |
| 2016年 | 三立台灣台       | 《白鷺鷥的願望》             | 賴金土        |
| 2018年 | 三立台灣台       | 《戲說台灣》-葬生基          | 张青龙        |
| 2019年 | 三立台灣台       | 《炮仔聲》                   | 蔡富貴        |
| 2019年 | 三立台灣台       | 《戲說台灣》-仙公祖大腳印    | 仙公祖        |
| 2020年 | 三立台灣台       | 《戲說台灣》-金蠶食尾        | 黃百萬        |
| 2020年 | 三立台灣台       | 《天之驕女》                 | 林全富        |
| 2022年 | 三立台灣台       | 《一家團圓》                 | 洪萬興洪高貴  |
| 2023年 | 中視、衛視中文台 | 《女兒大人加個賴》           | 張可白        |

## 外部連結
- 何冠穎的Facebook專頁